# ديلا إليوت
ديلا إليوت (بالإنجليزية: Della Elliott)‏ هي نقابية أسترالية، ولدت في 23 ديسمبر 1917، وتوفيت في 2 أكتوبر 2011.